# Teal Marchande
Belinda Teal Comercial (Lansing, Míchigan, 11 de enero de 1965), más conocida como Teal Marchande, es una actriz más conocida por su papel de Sheryl Rockmore en la serie de Nickelodeon Kenan y Kel.

## Filmografía
| Año         | Programa                      | Personaje       |
| ----------- | ----------------------------- | --------------- |
| 1994        | Martin (serie de TV)          | Mujer           |
| 1996 - 2000 | Kenan & Kel                   | Sheryl Rockmore |
| 1998        | The Good News                 | Jackie          |
| 1998        | Kraa! The Sea Monster         | Alma James      |
| 2000        | Two Heads Are Better than you | Sheryl Rockmore |